# Ečmiadzinská katedrála
Ečmiadzinská katedrála (arménsky Էջմիածնի մայր տաճար) je sídelní chrám katolika Arménské apoštolské církve v arménském městě Vagaršapat (do roku 1995 Ečmiadzin). Nachází se nedaleko úrodného údolí řeky Aras, hory Ararat, kláštera Chor Virap a hlavního města Arménie Jerevanu. Jde o první katedrálu postavenou ve starověké Arménii, bývá také považována za nejstarší katedrálu na světě. Po přijetí křesťanství jako státního náboženství Armény kolem let 301–303 se začalo s výstavbou chrámů a šířením víry. Výstavbu původního chrámu inicioval Řehoř Osvětitel začátkem 4. století. Stál na místě předchozího pohanského chrámu. Původní chrám byla jednoduchá trojlodní bazilika. Krátce po dokončení byla zničena vpádem Peršanů, kteří na jejím místě vybudovali chrám ohně. Mezi lety 484–507 dal Vardan Mamikonean znovu postavit chrám na půdorysu řeckého kříže. Tato část katedrály se zachovala dodnes. Postupem času stavba chátrala, i když nikdy úplně neztratila na významu. V 17. století byla na západě vybudována třípatrová zvonice a na začátku 18. století byly přidány lucerny nad zvonicí a třemi apsidami. V roce 1868 byla na východním konci katedrály postavena sakristie. Nástěnné malby v interiéru zhotovil arménský malíř Naghaš Hovnatan v roce 1720 a později na výzdobě pracoval jeho vnuk. V katedrálním pokladu se nacházejí velmi cenné relikvie včetně Svatého kopí, kterým římský voják Longinus propíchl bok Ježíše Krista, ruka svatého Řehoře Osvětitele či dřevo z Noemovy archy. Katedrála je součástí klášterního komplexu, ve kterém se nachází knihovna, muzeum, refektář a další budovy. Katedrála je významné poutní místo a jeden z nejnavštěvovanějších turistických cílů v zemi. V roce 2000 byla spolu s dalšími třemi památkami zapsaná na seznam Světového dědictví UNESCO v rámci lokality Katedrála a kostely v Ečmiadzinu a archeologické naleziště Zvarthnoc.

## Dějiny
Podle arménské tradice byl původní chrám vybudován mezi lety 301–303 na místě pohanského chrámu nedaleko královského paláce. V rozporu s tvrzením o předchozím pohanském chrámu legenda říká, že se svatému Řehoři Osvětiteli ve snu zjevil Ježíš Kristus. Ukázal mu přesné místo, kde má navrhovaná stavba stát, a udeřil tam do země zlatým kladivem. Výstavbu původního chrámu inicioval Řehoř začátkem 4. století. Původní chrám byla jednoduchá trojlodní bazilika zasvěcená Panně Marii. Název Ečmiadzin se odvozuje od slov ečnel (sestoupení) a miacin (panenského početí) což je narážka na Ježíše Krista.
Jádro současné budovy bylo vystavěno v letech 483–484 Vardanem Mamikoneanem na půdorysu řeckého kříže poté, co byl původní chrám těžce poškozen následkem perské invaze. Od svého založení až do druhé poloviny 5. století byl Ečmiadzin sídlem katolika Arménie, nejvyššího představitele arménské církve. V roce 640 po invazi a dobytí Arménie Araby pod vedením Rášidského chalifátu došlo k úpadku postavení katedrály i Ečmiadzinu coby náboženského centra: Politické a náboženské centrum Arménie se přesunulo do města Dvin, a poté do Ani. V 10. století region zasáhlo silné zemětřesení, které způsobilo značné škody na stavbách včetně zhroucení katedrály Zvarthnoc. V 11. století po ničivém nájezdu seldžuckých Turků se náboženské centrum přesunulo do Kilíkie (dnešní Turecko) a setrvalo tam i během nadvlády egyptských Mamlúků. Na konci 13. století po vpádu Mongolů začalo okolí katedrály i budova samotná opět chátrat.
Po roce 1441 se duchovní centrum Arménie vrátilo zpět do Ečmiadzinu a arménská apoštolská církev se rozhodla chrám obnovit. Obnovu řídil katolikos Kirakos v letech 1441–1443. V té době byl Ečmiadzin pod nadvládou Karakojunluské říše. V roce 1502 získala kontrolu nad částí Arménie včetně Ečmiadzinu Safíjovská říše. Díky tomu arménská apoštolská církev získala určitá privilegia. V průběhu 16. a 17. století Arménie kvůli své poloze mezi Persií a Osmanskou říší trpěla konflikty mezi těmito dvěma říšemi. Od roku 1627 probíhaly rekonstrukční práce pod vedením katolika Mojžíše, kdy byla opravena kupole, střecha, základy a dlažba. V tomto období byly postaveny mnišské cely, refektář a další stavby. Kolem katedrály byla navíc postavena zeď, která z ní vytvořila opevněný komplex. Rekonstrukční práce přerušila osmansko-safíjovská válka let 1635–1636. Obnova katedrály pokračovala až pod vedením katolika Pilippa, který vybudoval nové mnišské cely. V letech 1653–1654 se započalo se stavbou třípatrové zvonice na západě; dokončena byla až v roce 1658. Na zvonu se nachází buddhistický nápis; pravděpodobně je to již dávno zapomenutý dar nějakého mongolského nebo jílchanátského panovníka. Na začátku 18. století byly přidány lucerny nad zvonicí a třemi apsidami. Rekonstrukční práce se konaly i roce 1720 a poté v letech 1777–1783. Během vlády Simeona I. z Jerevanu byl klášterní komplex zcela oddělen od města Vagaršapat. V rekonstrukčních pracích se pokračovalo v letech 1784–1786. Začátkem 19. století do Zakavkazí postupně proniklo Ruské impérium. Během rusko-perských válek docházelo k rychlému střídání vlády nad Arménií. Ečmiazín se formálně stal náboženským centrem Arménů žijících v Ruské říši. V roce 1868 provedl katolikos Řehoř IV. poslední velkou změnu katedrály připojením sakristie na jejím východním konci, která je dnes muzeem. V roce 1874 založil v areálu klášterního komplexu teologický seminář. V roce 1888 katolikos Markar I. podnikl další opravu katedrály.

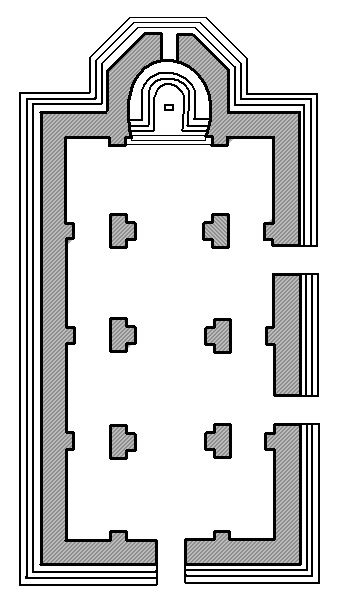
Půdorys prvního chrámu zo 4. stol.
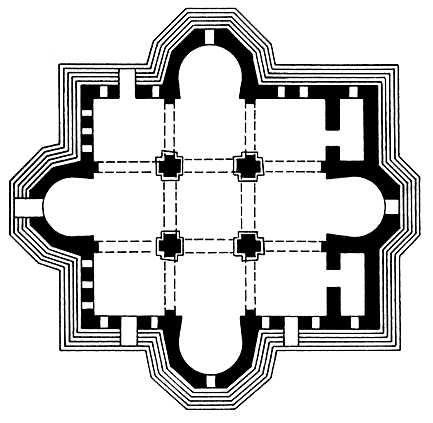
Půdorys druhého chrámu ve tvaru řeckého kříže z 5. stol.
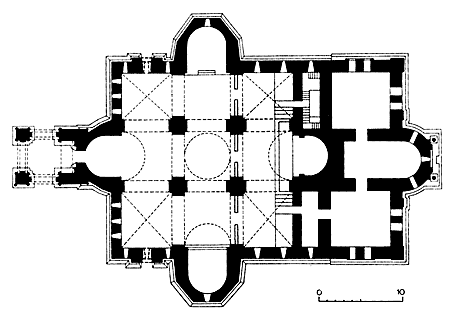
Současný půdorys

Na začátku 20. století ruská vláda se pokusila arménské církvi zkonfiskovat majetek. Katedrálu proto obsadili vojáci, ale již v roce 1905 byl konfiskovaný majetek opět vrácen. Během arménské genocidy se katedrála a její okolí staly hlavním útočištěm tureckých Arménů. Nedaleko katedrály byla zřízena nemocnice a sirotčinec fungující až do roku 1919. V roce 1921 se zřítila zvonice jižní apsidy, a byla později znovu obnovena. Vyhlášením Arménské sovětské republiky v roce 1920 se situace pro arménskou církev zhoršila. Bohoslužba byla zakázána, komplex kláštera byl rozdělen, seminář se změnil na státní školu, muzeum a knihovnu, jež byly později prohlášeny za státní vědecké ústavy. Po jednáních katolika Řehoře VI. v Moskvě se situace do značné míry normalizovala. Mimo jiné bylo možné opět volit katolika a umožnit zahájení činnosti seminářům a reorganizaci diecézí. Výsledkem bylo umožnění další rozsáhlé opravy katedrály. Během archeologických vykopávek v letech 1955–1956 se pod oltářem našla uraturská stéla, fragmenty mozaiky, nástěnné malby a pozůstatky pohanského chrámu. V katedrálním pokladu se nacházejí velmi cenné relikvie včetně Svatého kopí, kterým římský voják Longinus propíchl bok Ježíše Krista, ruky svatého Řehoře Osvětitele či dřevo z Noemovy archy. Katedrála je součástí klášterního komplexu, ve kterém se nachází knihovna, muzeum, refektář a další budovy. Katedrála je významné poutní místo a jeden z nejnavštěvovanějších turistických cílů v zemi. V roce 2000 byla spolu s dalšími třemi památkami zapsána na seznam Světového dědictví UNESCO v rámci lokality Katedrála a kostely v Ečmiadzinu a archeologické naleziště Zvarthnoc.

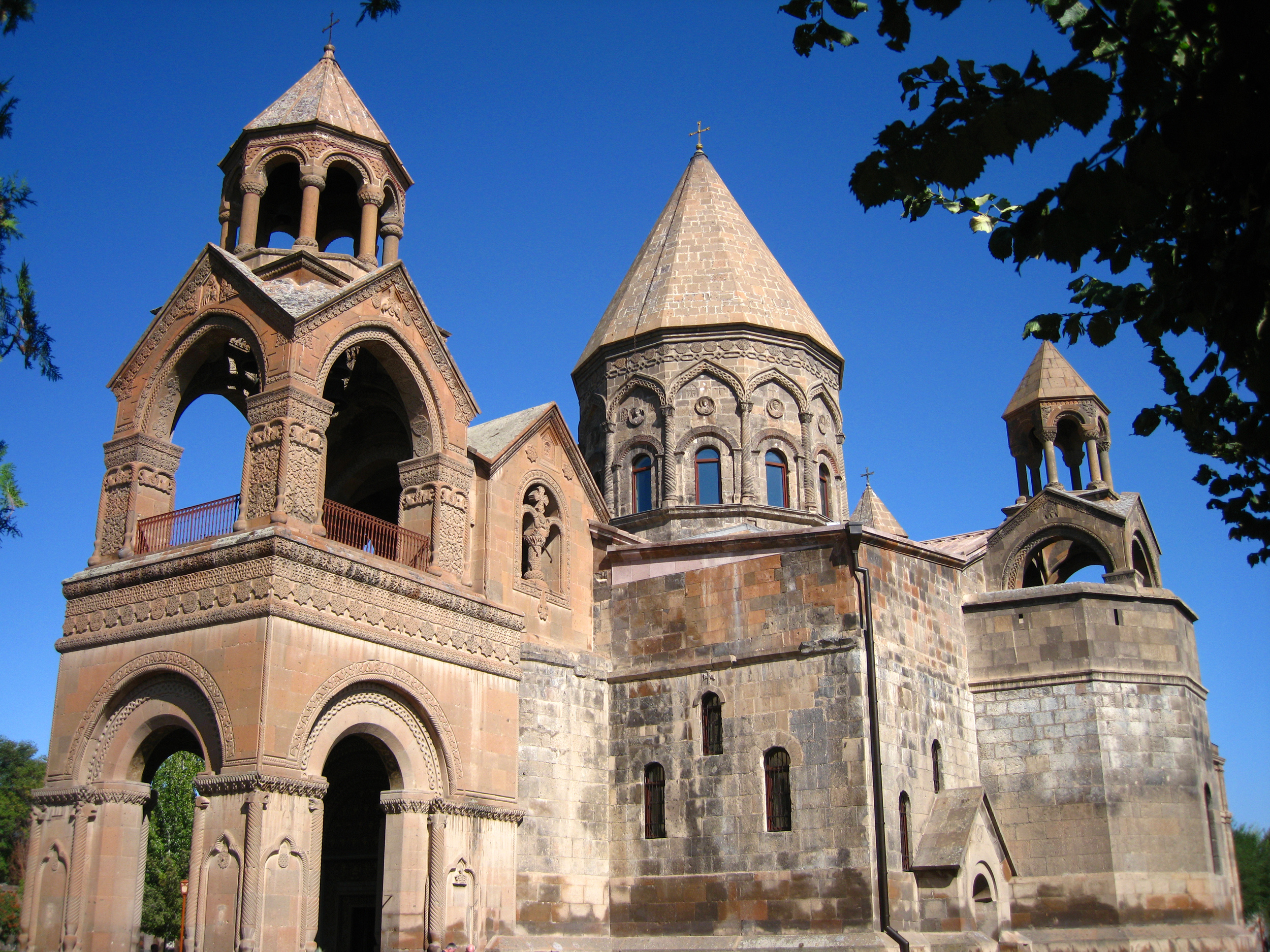
Pohled na katedrálu ze západu
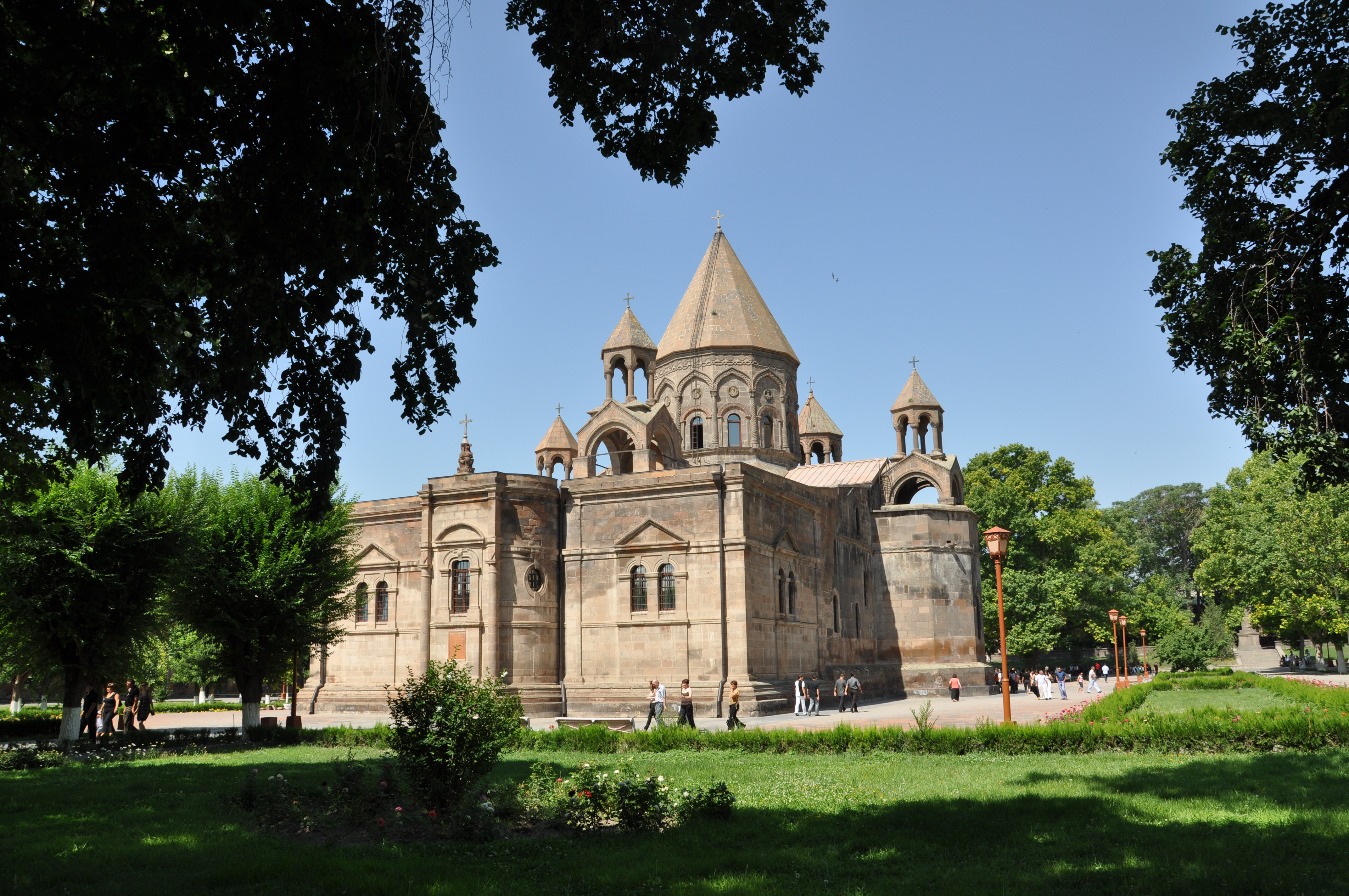
Pohled z jihovýchodu
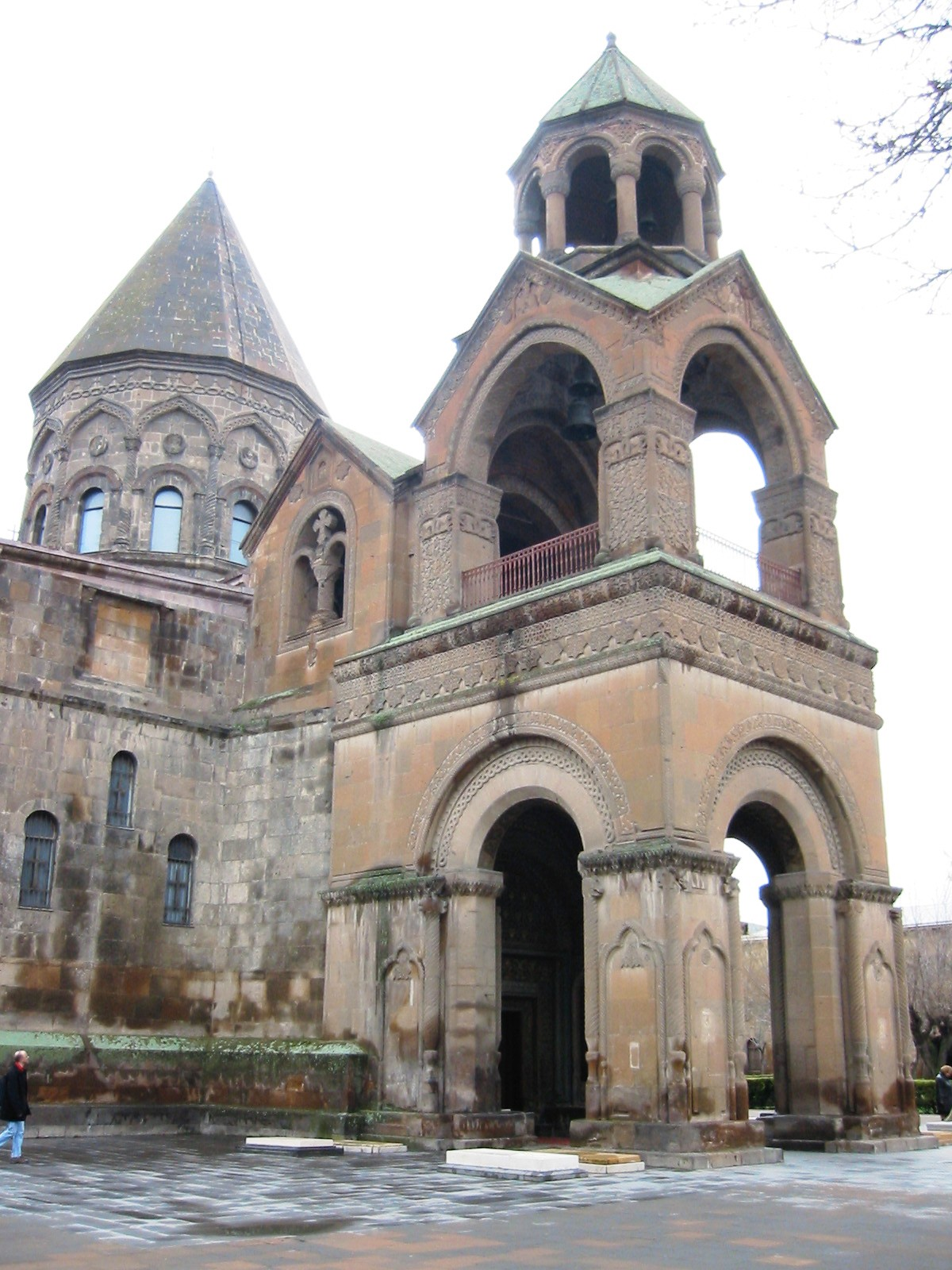
Zvonice
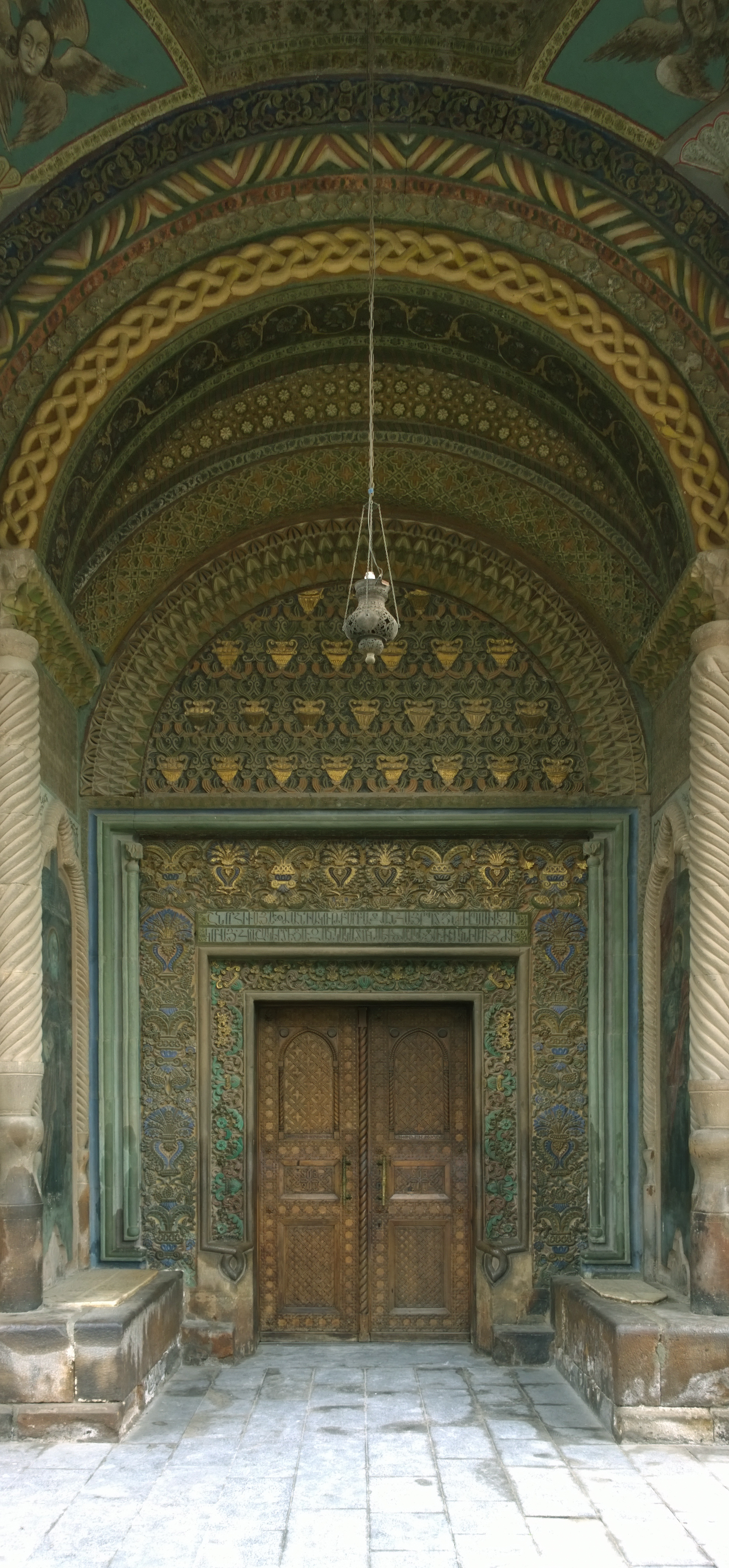
Hlavní portál
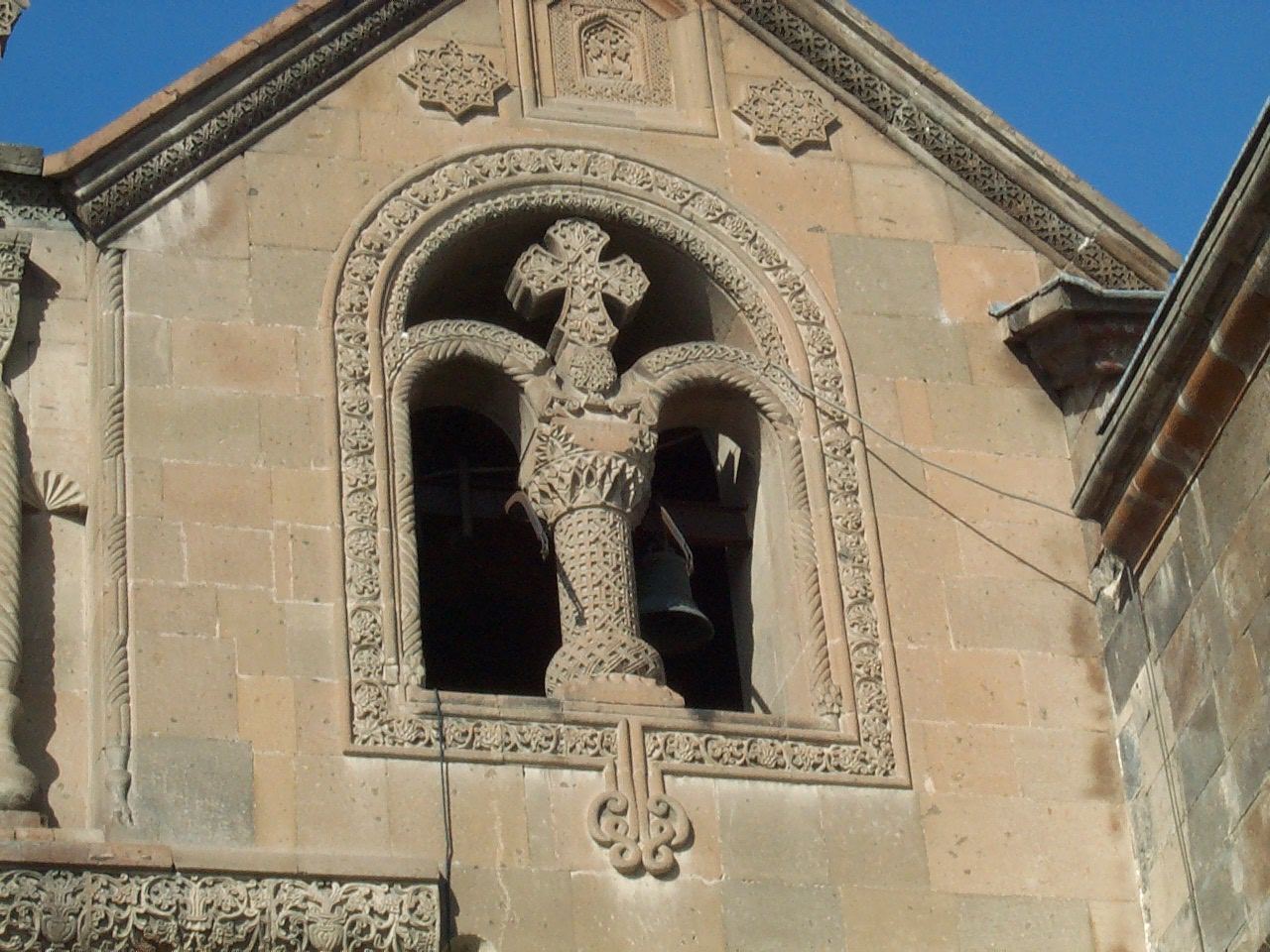
Typické sdružené okno (biforium) s křížem
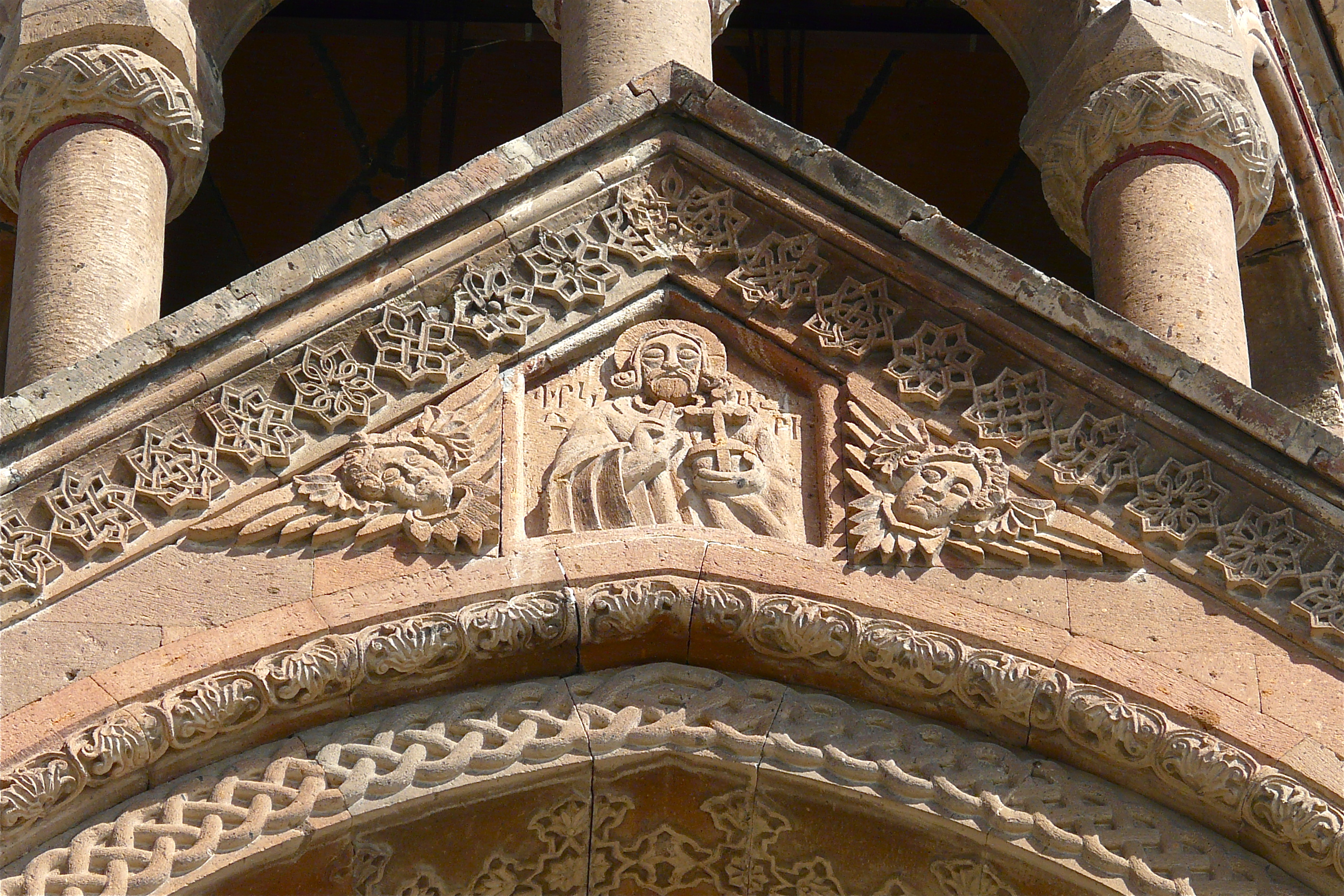
Reliéf Řehoře Osvětitele
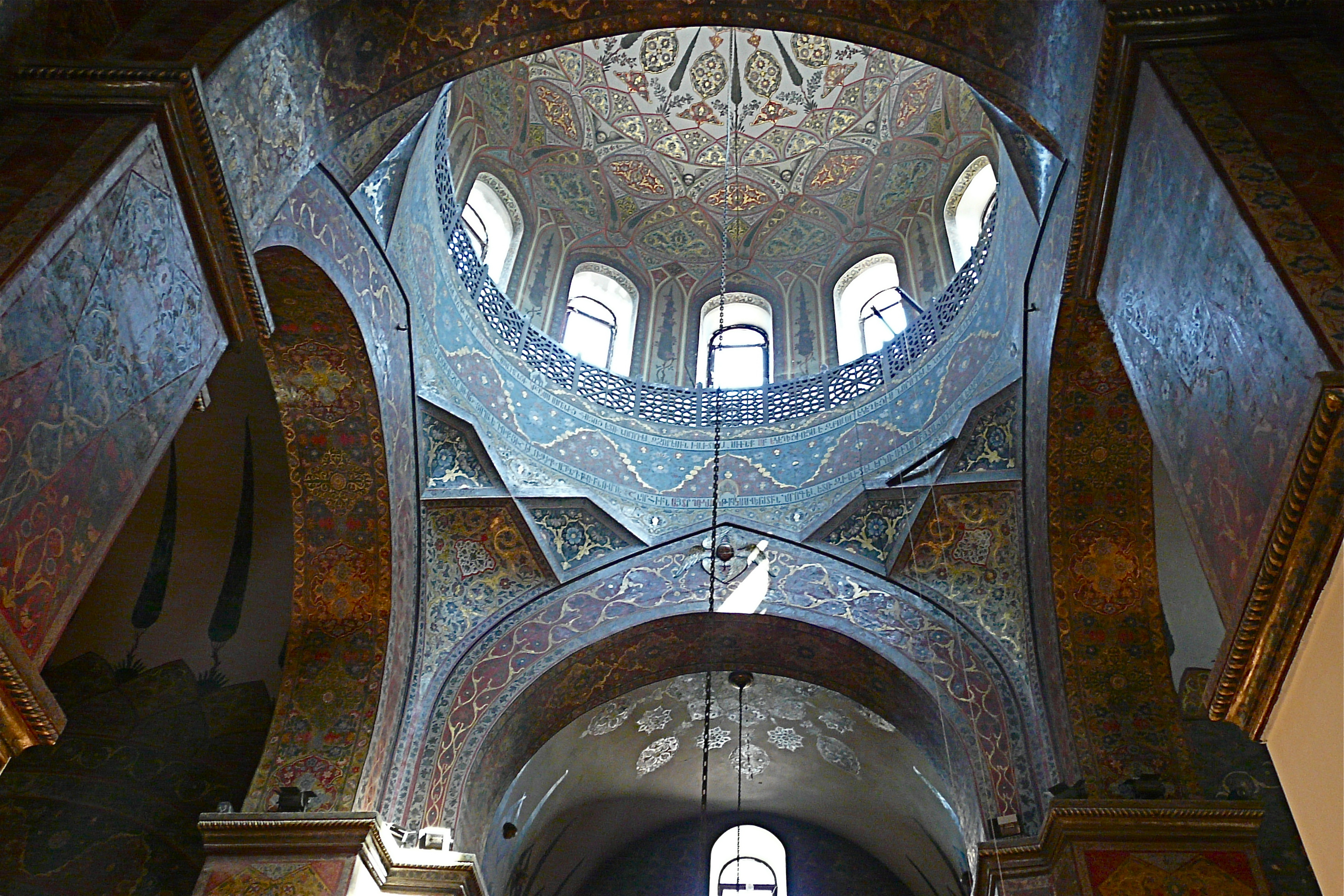
Interiér
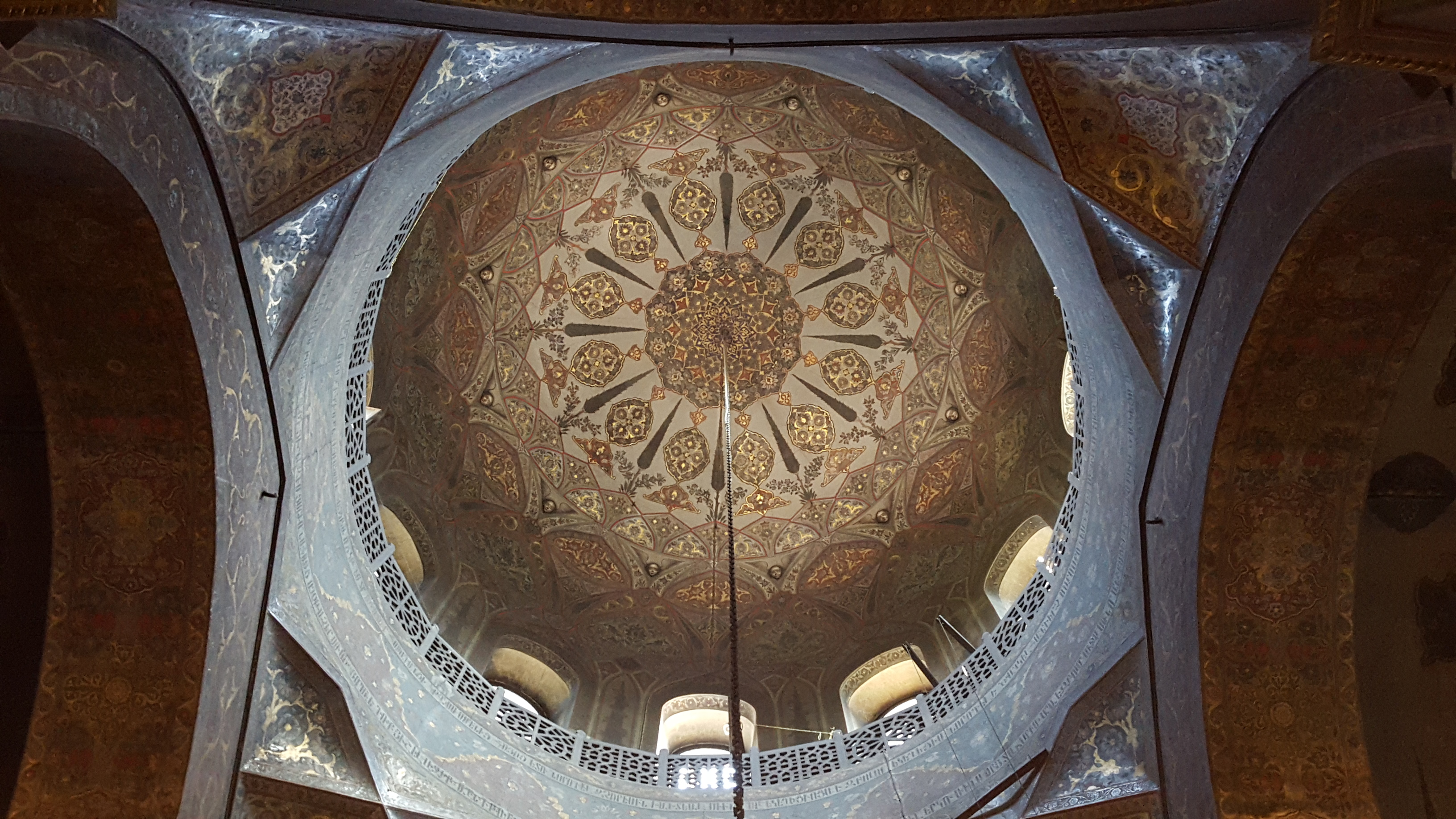
Výzdoba kupole a tamburu
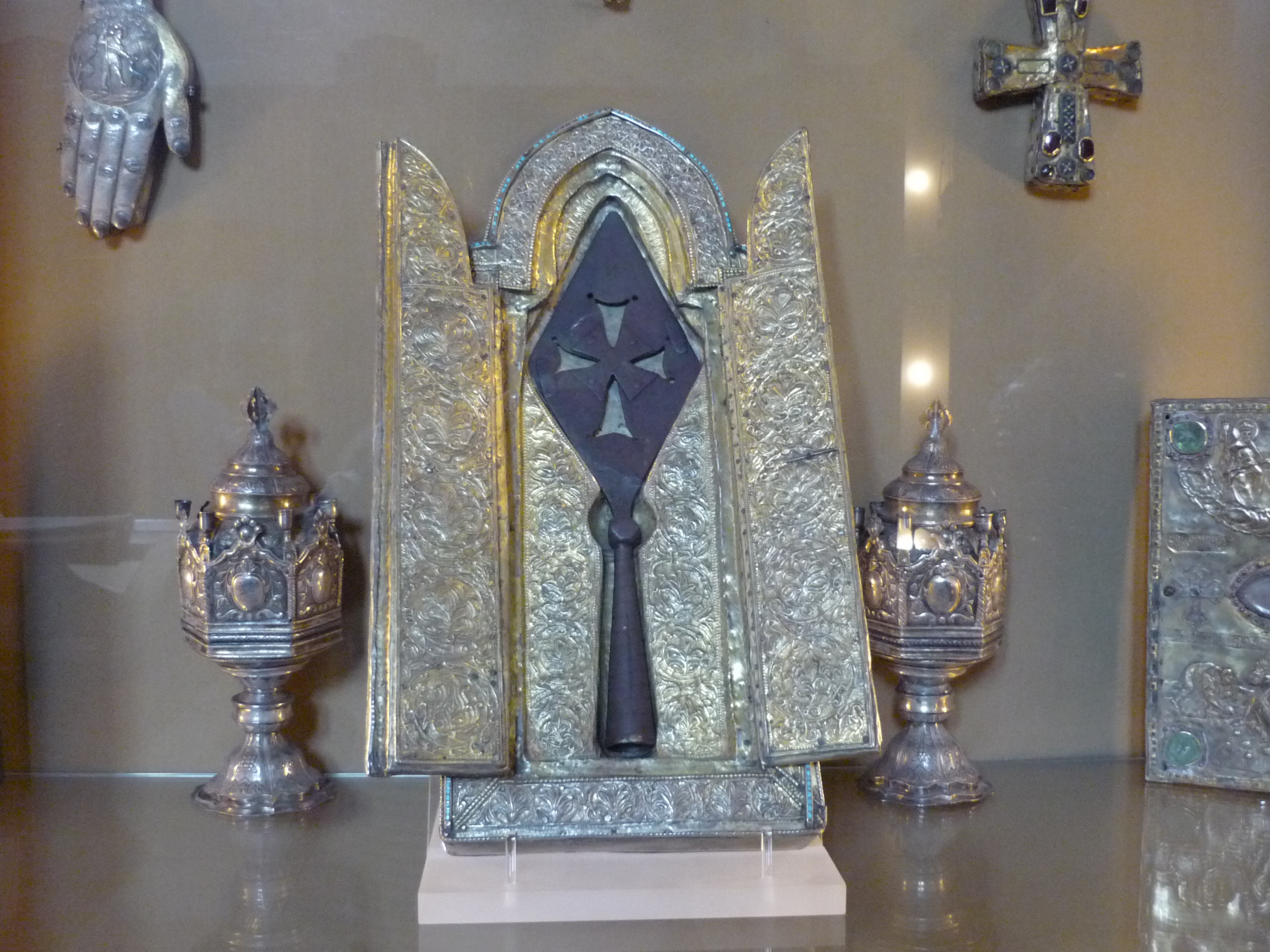
Relikvie Svatého kopí
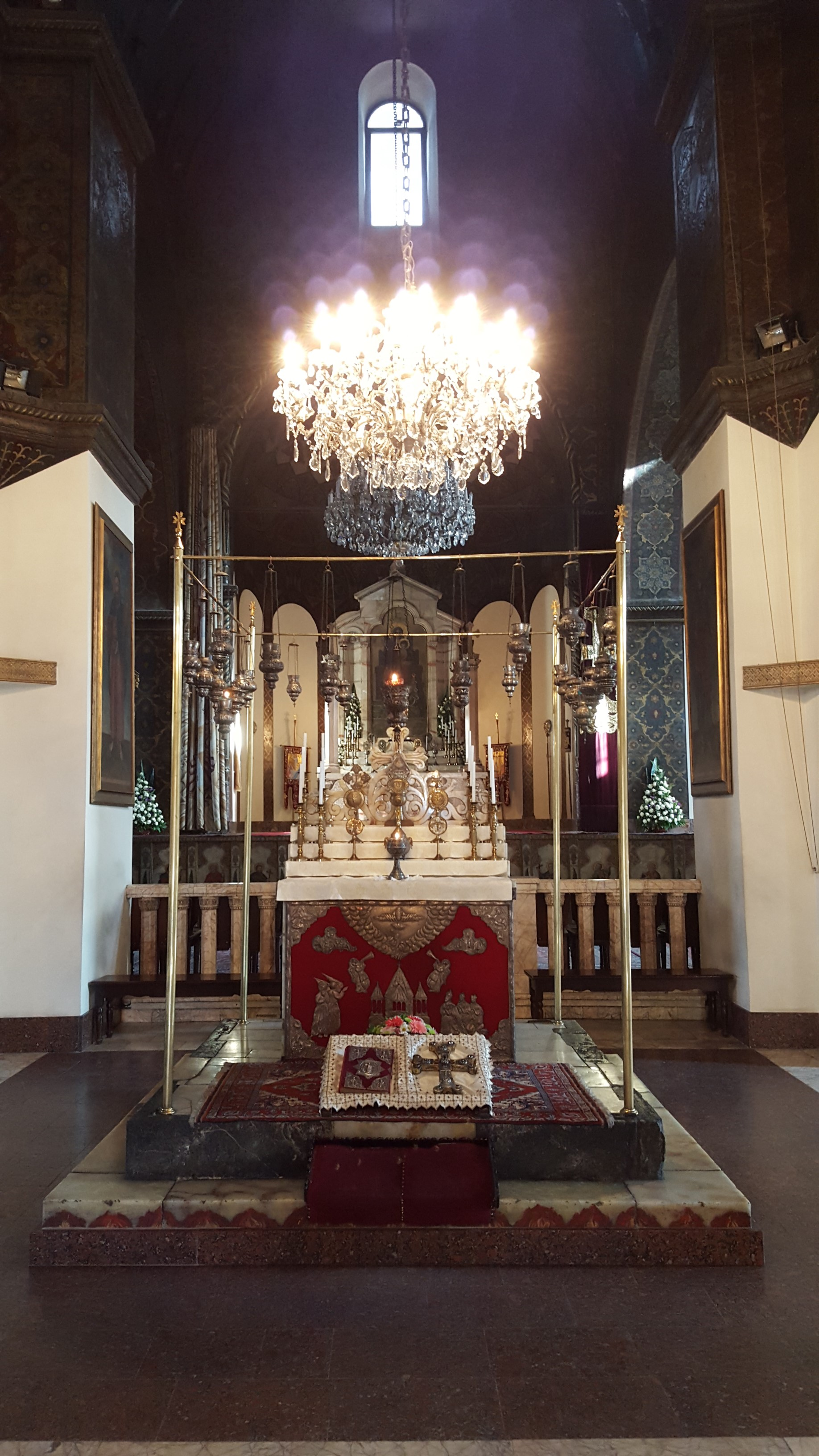
Hlavní oltář
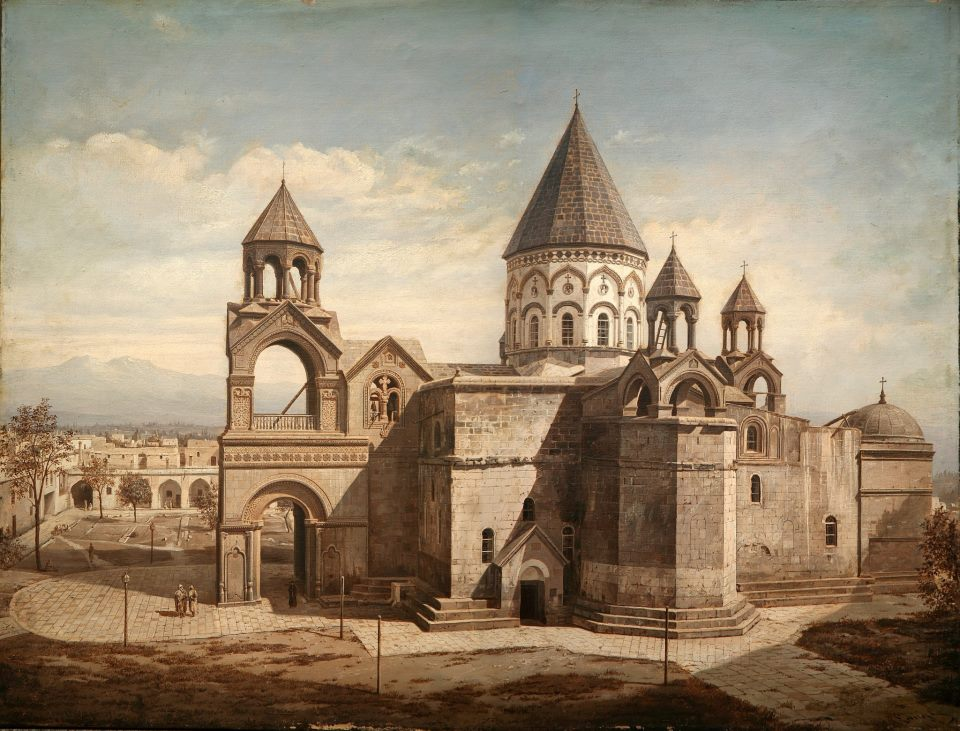
Obraz katedrály v 19. stol. od neznámého autora, olej na plátně
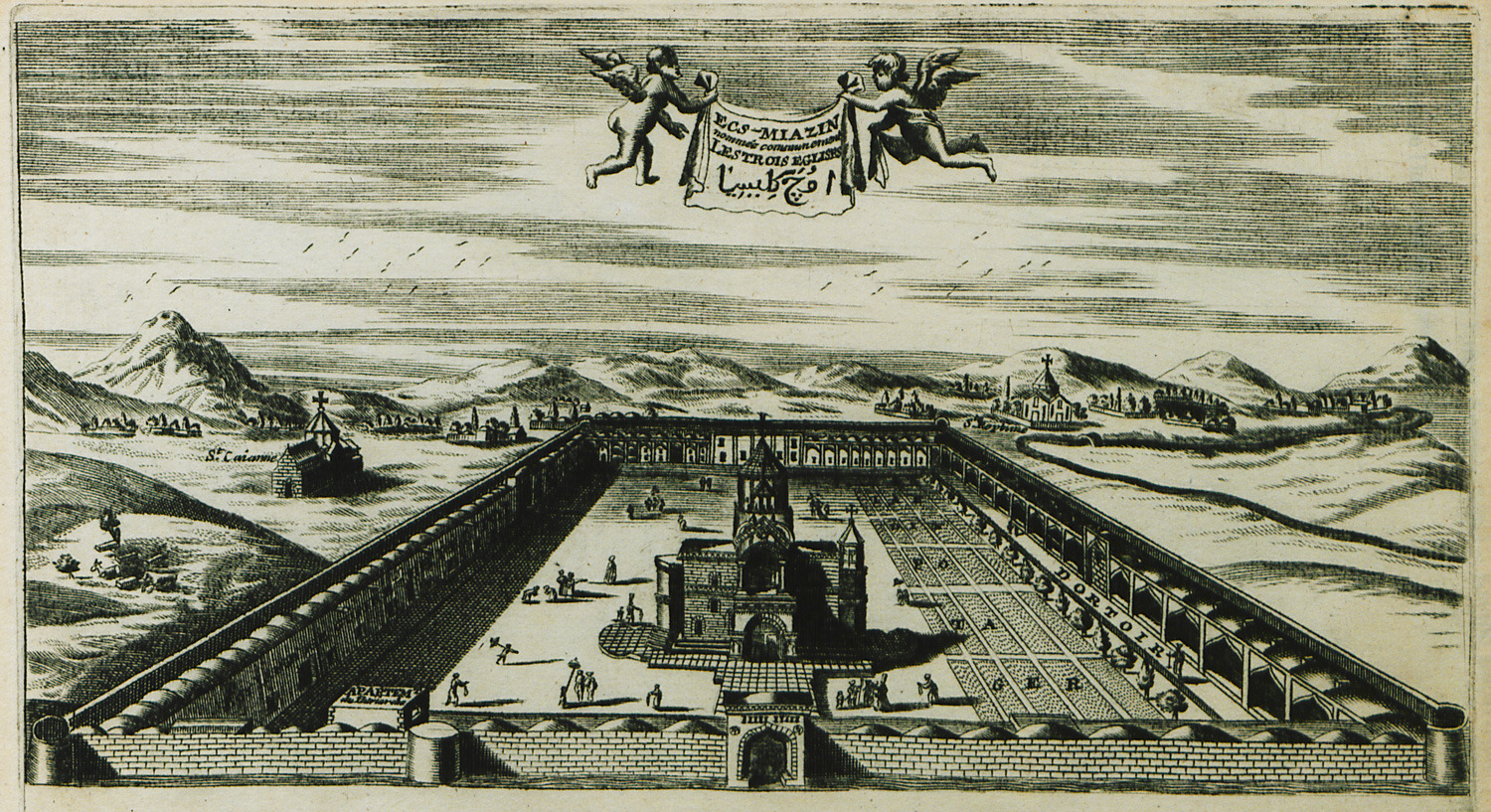
Kresba komplexu katedrály, Jacob Peeters, 1690